# ADR Nieuwsmedia
ADR Nieuwsmedia is sedert 2016 de organisationele paraplu binnen De Persgroep Nederland waaronder het Algemeen Dagblad,  zeven regiotitels en 57 regionale edities van het Algemeen dagblad vallen. Onder meer BN DeStem, het Brabants Dagblad, Eindhovens Dagblad, de Gelderlander, de Stentor, PZC en Tubantia maken deel uit van de groep. De groep is daarmee de grootste uitgever van regionale kranten in Nederland